# Erster Eindruck
Von einem ersten Eindruck spricht man in der Psychologie, wenn eine Person bei der erstmaligen Begegnung mit einer anderen Person oder einer neuen Situation eine bildliche Vorstellung von dieser formt. Die Genauigkeit des Eindrucks variiert abhängig von dem Beobachter und dem Ziel (Person, Objekt, Szene, …), welches betrachtet wird. Erste Eindrücke von Personen basieren auf verschiedensten Merkmalen: Alter, Ethnie, Kultur, Sprache, Geschlecht, Aussehen, Akzent, Körperhaltung, Stimme, Anzahl der anwesenden Personen und die zur Verarbeitung verfügbare Zeit. Der Umgang mit einem Menschen in vielen Bereichen des Alltags kann stark von dem ihm zugewiesenen ersten Eindruck beeinflusst werden.

## Geschwindigkeit und Genauigkeit
Es dauert nur eine Zehntelsekunde, um jemanden einzuschätzen und einen ersten Eindruck zu gewinnen. Studien belegen, je mehr Zeit Probanden gewährt wird, um Eindrücke zu gewinnen, desto sicherer sind sie sich in ihrer Annahme. Menschen bilden sich nicht nur sehr schnell einen ersten Eindruck, sie liegen in ihrer Einschätzung meist auch richtig, vorausgesetzt die Zielperson präsentiert sich selbst authentisch. Personen können vorgetäuschte Emotionen und Lügen nicht gut als solche erkennen. Versuchspersonen, die angaben, genaue Eindrücke von Zielpersonen zu bilden, neigen dazu, eine genauere Wahrnehmung von Zielpersonen zu haben, die mit den Berichten anderer übereinstimmt. Individuen wissen meistens, welchen ersten Eindruck sie anderen Personen von sich vermitteln.
Die Geschwindigkeit, mit der verschiedene Eigenschaften beim ersten Eindruck erkannt werden, ist möglicherweise evolutionär bedingt. Beispielsweise waren Vertrauenswürdigkeit und Attraktivität die zwei am schnellsten erkannten und bewerteten Eigenschaften in einer Studie zu menschlichen Gesichtern. Menschen können Persönlichkeitsmerkmale allgemein gut einschätzen, allerdings unterscheiden sich die Beurteilungen von jüngeren und älteren Erwachsenen anhand des ersten Eindrucks. Ältere Erwachsene beurteilten Bilder von jüngeren erwachsenen Zielpersonen als gesünder, vertrauenswürdiger und weniger feindselig, dafür aggressiver, als jüngere Erwachsene, denen die gleichen Bilder gezeigt wurden. Die älteren Erwachsenen reagierten langsamer auf negative Signale aufgrund der geringeren Verarbeitungsgeschwindigkeit, was dazu führte, dass sie Gesichtszüge als positiver sahen als junge Erwachsene, die eine höhere Verarbeitungsgeschwindigkeit besitzen.

## Anzahl der Beobachter
Der erste Eindruck wird durch die Anzahl der Personen beeinflusst, die bei der Bildung des Eindrucks präsent sind. Gemeinsame Erfahrungen werden globaler verarbeitet, wie es auch in kollektivistischen Kulturen der Fall ist. Globale Verarbeitung hebt erste Eindrücke mehr hervor, da der kollektive erste Eindruck dazu tendiert, über längere Zeit hinweg stabil zu bleiben. Allein gemachte Erfahrungen ermöglichen eine lokale Verarbeitung, was den Beobachter dazu bringt, einen kritischeren Blick auf die Zielperson zu werfen. Folglich gewinnen Individuen eher einen negativen ersten Eindruck als Gruppen von zwei oder mehr Beobachtern des gleichen Ziels. Zugleich glauben Individuen einen Aufwärtstrend, also eine Steigerung im Verlauf einer Folge von mehreren Eindrücken, zu erleben. Beispielsweise wird einem einzelnen Zuseher die letzte Episode einer TV-Serie besser gefallen als die erste Episode, obwohl diese von gleicher Qualität ist.
In einem Experiment bewerteten Probanden außerhalb einer Gruppe Kunstwerke, die in einer qualitativ ansteigenden Reihenfolge gezeigt wurden, als signifikant besser als jene, die in umgekehrter Reihenfolge präsentiert wurden. Teilnehmer, die sich in einer Gruppe befanden, beurteilten das jeweils erste und letzte Werk als gleichwertig. Das allein durch Priming erzeugte Gefühl, sich in einer Gruppe zu befinden oder allein zu sein, analytisch oder holistisch zu verarbeiten, reichte, um die gleichen Beobachtungseffekte hervorzubringen.

## Kulturelle Einflüsse

### Individualismus versus Kollektivismus
Ähnlich wie die Anzahl der Beobachter, können auch Kollektivismus und Individualismus die Eindrucksbildung beeinflussen. Kollektivisten fühlen sich wohl, wenn sich ihre Eindrücke im Wesentlichen mit den Eindrücken der Gruppe decken. Wenn ein Kollektivist seine Eindrücke verändern will, ist er möglicherweise gezwungen, die Ansichten aller anderen Gruppenmitglieder zu verändern. Dies kann allerdings für Kollektivisten, die weniger provokativ agieren als Individualisten, eine Herausforderung darstellen. Individualisten können ihre Sichtweisen nach Belieben verändern und fühlen sich mit Unbeständigkeit allgemein wohler, weshalb sie eher bereit sind, ihre Eindrücke zu ändern.

### Einfluss der Medienreichhaltigkeit
Forscher sind nicht einheitlicher Meinung, ob die nationale Kultur die Beziehung zwischen Medienreichhaltigkeit und Vorurteilen in der Eindrucksbildung vermittelt. Einige Studien, welche die Medienreichhaltigkeit manipulierten, fanden heraus, dass in Textform präsentierte Information ähnliche Eindrücke über verschiedene Kulturen hinweg erzeugt. Andere Studien hingegen belegen, dass reichhaltigere Informationsformen, wie beispielsweise Videos, interkulturelle Vorurteile effektiver reduzieren. Letzteres unterstützt die Medienreichhaltigkeitstheorie.

### Akzente und Sprache
Akzente und einzigartige Sprachmuster können beeinflussen, wie Menschen von Gesprächspartnern wahrgenommen werden. Beispielsweise bewerteten Versuchspersonen in einem fiktiven Bewerbungsgespräch Bewerber mit demselben Akzent wie die Versuchsperson (Akzent vom mittleren Western der USA) aufgrund wahrgenommener Ähnlichkeit positiver als Bewerber mit anderen Akzenten (kolumbianischer oder französischer Akzent). Jedoch unterschied sich die Bewertung von Bewerbern mit kolumbianischem Akzent nicht signifikant von der Bewertung von Personen mit den anderen Akzenten. Erste Eindrücke können stark von einer Ähnlichkeits-Attraktions-Hypothese beeinflusst werden: Personen werden vom Beobachter unmittelbar in die Kategorien „ähnlich“ und „unähnlich“ eingeteilt und dementsprechend beurteilt.

### Körperliche Merkmale und Persönlichkeit
Obwohl sich verschiedene Kulturen untereinander sehr schnell als „anders“ beurteilen können, gibt es einige Merkmale des ersten Eindrucks, die in allen Kulturen vorhanden sind. Bei Vergleichen von Merkmalseindrücken von Gesichtern von US-Bürgern und von Gesichtern der kulturell isolierten, bolivischen Tsimané, konnten interkulturelle Übereinstimmungen bei der Zuordnung bestimmter körperlicher Merkmale zu beschreibenden Eigenschaften, wie Attraktivität, Intelligenz, Gesundheit und Herzlichkeit festgestellt werden. Beide Kulturen zeigen bei der Eindrucksbildung ein starkes Attraktivitäts-Halo. Attraktive Personen werden also als kompetenter, sozialer, intelligenter und gesünder eingeschätzt.

## Äußeres Erscheinungsbild

### Gesichter und Merkmale
Das Aussehen eines Menschen gibt uns klare Hinweise auf dessen Persönlichkeit, ohne dass dieser sich bewegt oder spricht. Frauen können meist besser als Männer nonverbales Verhalten beurteilen. Personen konnten anhand von Fotos, auf denen Menschen in neutraler und in einer selbstgewählten Position abgebildet waren, sehr genau das Ausmaß an Extraversion, emotionaler Stabilität, Offenheit, Selbstwert und Religiosität beurteilen. Der kombinierte Eindruck von physischen Charakteristika, Körperhaltung, Gesichtsausdruck und Kleidungsstil ermöglicht dem Beobachter eine genaue Vorstellung von der Persönlichkeit der Zielperson, solange die Zielperson sich selbst authentisch präsentiert. Allerdings existieren in diesem Bereich widersprüchliche Daten. Andere wissenschaftliche Erkenntnisse deuten darauf hin, dass sich Beobachter oft zu sehr auf die äußere Erscheinung der Zielperson anstatt auf tatsächliche Informationen verlassen. Wenn Probanden beschreibende Informationen über eine Zielperson bekommen, stützen sie sich beim Beurteilen von Persönlichkeit und Fähigkeiten trotzdem auf das Aussehen der Person. Menschen fällt es schwer, das körperliche Erscheinungsbild außer Acht zu lassen, auch wenn sie Informationen erhalten, die ihrer anfänglichen Beurteilung konträr gegenüberstehen. Beispielsweise basieren die Beurteilungen von Politikern unter anderem auf sehr kurzen Betrachtungen ihrer Bilder. Wahrgenommene Kompetenz eines Kandidaten, gemessen am (auf Gesichtsmerkmalen basierenden) ersten Eindruck, ermöglicht eine direkte Prognose des Wahlergebnisses.
Der „What is beautiful is good“-Effekt (dt. Was schön ist, ist auch gut) ist im Umgang mit ersten Eindrücken ein sehr präsentes Phänomen. Attraktive Zielpersonen werden positiver bewertet und ihnen werden mehr einzigartige Eigenschaften zugeschrieben als unattraktiven Personen. Da Schönheit zum Teil subjektiv ist, können auch Zielpersonen, die nicht als allgemein attraktiv gelten, von diesem Effekt profitieren, falls sich der Beobachter zu ihnen hingezogen fühlt.
In einer Studie von 2014 an der Universität York belegten Hartley und seine Kollegen, dass Eindrücke von Zugänglichkeit, Jugendlichkeit/Attraktivität und Dominanz durch messbare Merkmale, wie die Form der Augen-, Nasen- und Mundpartie, in unter 100 Millisekunden gebildet werden können. Erste Eindrücke bezüglich sozialer Eigenschaften, beispielsweise Vertrauenswürdigkeit oder Dominanz, können zuverlässig anhand verschiedener Gesichtsmerkmale gewonnen werden. Es wurde ein neuronales Netz verwendet, um die Faktordimensionen von Zugänglichkeit, Jugendlichkeit/Attraktivität und Dominanz zu simulieren. 58 % der Varianz der Beurteilungseindrücke können durch ein lineares Modell erklärt werden.

### Kleidung und Kosmetik
Die Verwendung von Kosmetika ist ein wichtiger Bestandteil der Eindrucksbildung, besonders bei Frauen. Frauen, die viel Make-up tragen, werden als signifikant femininer angesehen als jene mit mäßig viel oder keinem Make-up. Auch wirkt (moderat) viel Make-up attraktiver als keines. Eine Frau ohne Make-up wird als moralischer wahrgenommen, aber bezüglich der Einschätzung der Persönlichkeit und des persönlichen Temperaments bestehen keine Unterschiede.
Die Bildung des ersten Eindrucks wird durch die Verwendung von mentalen Abkürzungen, wie zum Beispiel Stereotypen und der Repräsentativitätsheuristik beeinflusst. Bei der Einschätzung des sozioökonomischen Status (SoS) und dem Grad von Interesse an einer Freundschaft mit afroamerikanischen und euroamerikanischen weiblichen Models, die entweder ein Kmart, Abercrombie & Fitch oder ungelabeltes Sweatshirt trugen, wurden weiße Models positiver bewertet als dunkelhäutige. Personen mit Sweatshirts von Abercrombie & Fitch wurde ein höherer SoS zugeschrieben. Interessanterweise wollten Versuchspersonen am häufigsten mit dem hellhäutigen Model mit einem Sweatshirt ohne Logo befreundet sein und mit einem afroamerikanischen Model, wenn dieses ein Kmart Sweatshirt oder eines ohne Logo trug. Es ist unklar warum das Sweatshirt ohne Logo am meisten mit Freundschaft assoziiert wurde. Aber die allgemeinen Ergebnisse deuten darauf hin, dass der Reiz für eine Freundschaft mit den Models durch eine fehlende Übereinstimmung von Klasse und Ethnie verringert wird.

## Spezielle Kontexte

### Internet
Durch Online-Profile und Kommunikationskanäle wie E-Mail ist es schwieriger, Zielpersonen zu analysieren als in der persönlichen Interaktion, da weniger Informationen übermittelt werden. Bei der Beurteilung der Gesichtsattraktivität und der wahrgenommenen Ambition einer Person, basierend auf einem Online-Dating-Profil, ergaben sich Unterschiede in der Eindrucksbildung der Versuchspersonen durch die zur Verarbeitung und zum Berichten der Beurteilung verfügbare Zeit. Spontane Bewertungen basierten fast ausschließlich auf körperlicher Attraktivität, während bei der bewussten Beurteilung beide Informationstypen (körperliche Attraktivität und Ambition der Zielperson) berücksichtigt wurden. Obwohl bei bewusster Beurteilung grundsätzlich beide Informationstypen verwendet wurden, schien der spezielle Einfluss jedes einzelnen Informationstyps von der Konsistenz zwischen ihnen abzuhängen. Ein signifikanter Einfluss der Attraktivität auf bewusste Beurteilungen trat nur ein, wenn die wahrgenommene Ambition mit dem wahrgenommenen Attraktivitätsniveau übereinstimmte. Die in Profilen vorhandene Konsistenz schien im Besonderen die bewussten Beurteilungen zu beeinflussen.
In einer Studie zu ersten Eindrücken im Internet waren Teilnehmer, die eine hohe soziale Expressivität besaßen und auf ihrer Website und als Person viel über sich selbst preisgaben, beliebter als jene, die weniger offen waren. Soziale Expressivität beinhaltet eine lebendige Stimme, Lächeln etc.

### Dating und Sexualität
Studienteilnehmer konnten heterosexuelle von homosexuellen Personen anhand von Bildern ihrer Gesichter über dem Zufallsniveau unterscheiden, bisexuelle Personen konnten nur zufällig identifiziert werden. Diese Daten lassen darauf schließen, dass Menschen nicht zwischen bisexuellen und homosexuellen Personen unterscheiden, allerdings einen Unterschied zwischen hetero- und bi- oder homosexuellen Personen feststellen können.
Je länger Probanden Zeit haben, über eine Person zu urteilen, desto mehr begründen sie ihr Urteil auf Informationen und nicht auf dem Aussehen der Person. In Untersuchungen dazu wurden Männer als homo- oder heterosexuell und Personen als vertrauenswürdig oder nicht vertrauenswürdig identifiziert. In einer Studie zu Speed-Dating wurde der mögliche Einfluss auf die Bewertungen von Speed-Dating-Teilnehmern durch die zu ihrer Präsentation verwendeten Medientypen untersucht. Es ergaben sich keine signifikanten Unterschiede in der Eindrucksgenauigkeit, wenn ein Teilnehmer persönlich oder in einem Video präsentiert wurde. Jedoch waren die Eindrücke von per Video präsentierten potentiellen Dating-Partnern negativer als von jenen, die sich persönlich vorstellten. Das Ergebnis einer Studie zur Charakterisierung eines romantischen Partners deutet darauf hin, dass sich Personen bei einem persönlichen Treffen häufig auf ihr „Bauchgefühl“ verlassen, jedoch gibt es keine ausreichenden Informationen, ob dies ebenfalls im Internet zutrifft.

### Beruflicher Kontext
Vor allem das nonverbale Verhalten spielt bei der Gewinnung des ersten Eindrucks, beispielsweise beim Treffen eines Geschäftspartners, eine wichtige Rolle. Besonders Bestandteile der sozialen Expressivität, wie Lächeln, Position der Augenbrauen, emotionaler Ausdruck und Blickkontakt werden beachtet. Leicht nach vor beugen und mit einem festen Händedruck begrüßen fördert ebenso wie eine aufrechte Haltung einen günstigen ersten Eindruck im (amerikanischen) Geschäftskontext. Andere Taktiken zur Förderung eines positiven ersten Eindrucks beinhalten beispielsweise eine frühzeitige Recherche über das Unternehmen/Organisation und die Vorbereitung von Fragen an den Leiter des Vorstellungsgesprächs, Ausstrahlung von Selbstbewusstsein und angemessene Kleidung.
Ein qualitativer Review, basierend auf Selbstberichtsdaten bisheriger Literatur, deutet darauf hin, dass Männer und Frauen in der Unternehmenswelt bei der Selbstpräsentation Impressions-Management-Techniken verwenden, die den Geschlechterrollen-Stereotypen entsprechen. Laut dieser Forschung befinden sich Frauen in einem Dilemma: Wenn sie sich als gemeinschaftlicher und gehorsamer darstellen, werden sie für Führungspositionen übergangen. Andererseits erfahren Frauen, die versuchen männliche Taktiken zu verwenden (wie beispielsweise aggressiver zu sein), negative Konsequenzen aufgrund einer Verletzung der normativen Geschlechterrollenerwartungen. Um diese Dynamik zu verändern, schlagen die Autoren vor, dass Führungsposten durch Aufzeigen der für die Position benötigten weiblichen Eigenschaften neu beworben werden sollten. Außerdem sollte das Mitarbeitertraining einen Teil beinhalten, der Genderthemen im Büro hervorhebt, um die Mitarbeiter für mögliche Diskriminierung zu sensibilisieren.
Gesammelte Daten von Gesprächen mit Ärzten unterscheiden zwischen ersten Eindrücken und Intuition und tragen zum Verständnis des Auftretens eines Bauchgefühls im medizinischen Feld bei. Bauchgefühle gehen über erste Eindrücke hinaus: Ärzte zweifelten an ihren ersten Eindrücken, als sie weitere Informationen über ihre Patienten sammelten. Erfahrenere Ärzte berichteten von häufigerem „Auftreten“ von Bauchgefühlen als weniger erfahrene, aber die Qualität der Intuition hing generell von der Qualität der Rückmeldung, die sie durch den Prozess der Informationssammlung erhielten, ab. Emotionale Bindung verbesserte das Lernen, wie es auch bei ersten Eindrücken der Fall ist.

## Evolutionäre Grundlage
Eine unmittelbare Auseinandersetzung mit den Intentionen einer auftauchenden Person oder einem Subjekt, basierend auf optischen Anhaltspunkten, könnte sehr stark mit den Anfängen der biologischen Evolution zusammenhängen. Dass dies in unserem Gehirn so schnell passiert, hängt mit den Risiken und dem Nutzen zusammen, die von einer Person ausgehen, welcher man zum ersten Mal begegnet. Die Latenzzeit eines gesamten Evaluationsprozesses weist auf eine äußerst wichtige Anpassung von prähistorischen Lebewesen aufgrund ihrer anfänglichen Erfahrungen mit Begegnungen mit Fremden hin. Je weniger Zeit die Evaluation benötigt, desto höher sind die Überlebenschancen im Risikofall.
Laut einer Hypothese von Sachchidanand Swami (einem selbständigen, indischen Human-Verhaltensforscher und Forscher der nonverbalen Kommunikation) begann die Entwicklung der unmittelbaren, auf optischen Anhaltspunkten basierenden Bewertung von Personen oder Subjekten mit dem Beginn der Augenevolution. In prähistorischen Ozeanen existierende Lebewesen mit ihrem uranfänglichen Sehvermögen und kleinen Gehirnen könnten den Grundstein dieses Entwicklungsprozesses dargestellt haben. Dieser neurologische „Sehen heißt Glauben“-Effekt hat sich möglicherweise in erster Linie entwickelt, um Raubtiere so schnell wie möglich zu identifizieren.
Laut Sachchidanand Swami haben die Bewertungen von Absichten von Personen oder Subjekten, die auf dem Aussehen basieren, möglicherweise die Vertrauenswürdigkeit weiter entwickelt und verstärkt, die einen entscheidenden Faktor für eine zwischenmenschliche Beziehung darstellt. Das Konzept hinter dieser Hypothese übermittelte er via E-Mail an mehr als 100 andere Wissenschaftler an renommierten Universitäten, Forschungslaboren und Institutionen. Sie wird nach wie vor in wissenschaftlichen Kreisen getestet, konnte aber bis jetzt weder bestätigt noch widerlegt werden.

## Neurowissenschaften
Erste Eindrücke entstehen innerhalb von Millisekunden nach der optischen Wahrnehmung eines Ziels. Die Enkodierung bei der bewussten Bildung des ersten Eindrucks erfolgt im dorsomedialen präfrontalen Cortex (DMPFC). Auswertungen von fMRTs von Probanden zeigen eine höhere Aktivierung des DMPFC bei Verarbeitung von diagnostischen Informationen (zum Beispiel besonderen Merkmalen) als bei neutralen Informationen.
Im Allgemeinen gewannen die Teilnehmer negativere Eindrücke von Gesichtern, die negative Emotionen zeigten als von neutralen Gesichtsausdrücken. Ergebnisse von Studien zeigen, dass der DMPFC und die Amygdala bei der Bildung von negativen Eindrücken eine große Rolle spielen. Wenn man auf Emotionen basierende unmittelbare Eindrücke bildet, kann der Stimulus den Neocortex in Form eines „Amygdala-Hijacks“ umgehen.

### Vertrautheit
Forschung zeigt, dass Menschen effiziente Bewerter sind, wenn sie Eindrücke, basierend auf existierenden Vorurteilen, bilden. Der posteriore cinguläre Cortex (PCC), die Amygdala und der Thalamus trennen die Informationen gemäß der Vorurteile in relevant und irrelevant. Der DMPFC ist auch an dem Prozess der Eindrucksbildung beteiligt, insbesondere bei personenbeschreibenden Informationen.
Bei der Identifikation von zuvor gesehenen Gesichtern, die als „Freunde“ oder „Feinde“ enkodiert wurden, zeigen die fMRT-Ergebnisse von Personen eine Aktivierung des fusiformen Cortex, Gyrus cinguli posterior und der Amygdala. Außerdem ist die Aktivierung des kaudalen und anterioren cingulären Cortex bei der Betrachtung von Gesichtern von „Feinden“ höher als bei jenen von „Freunden“. Diese Ergebnisse deuten darauf hin, dass rasche erste Eindrücke der Feindseligkeit oder Unterstützung von unbekannten Personen zu Langzeiteffekten im Gedächtnis führen können, die später mit der Person assoziiert werden.

### Alkohol und Eindrücke
Der Konsum von Alkohol oder Placebo-Alkohol beeinflusste die Emotionserkennung in zehnsekündigen Videoclips. Teilnehmer, die dachten, ein alkoholisches Getränk getrunken zu haben, bewerteten einen zusätzlichen Gesichtsausdruck (ungefähr 3 % der gesehenen Gesichtsausdrücke) in jedem Videoclip als glücklich im Vergleich zur Kontrollgruppe. Folglich kann die Eindrucksbildung sogar durch die Annahme, ein alkoholisches Getränk getrunken zu haben, beeinflusst werden.

### Interkulturelle Unterschiede
Es scheint interkulturelle Gemeinsamkeiten der Gehirnantwort bei der Bildung von ersten Eindrücken zu geben. Bei einer simulierten Wahl stimmten amerikanische und japanische Personen für den Kandidaten, der die stärkste Antwort in deren bilateraler Amygdala hervorrief, unabhängig von der Kulturzugehörigkeit des Kandidaten. Versuchspersonen zeigten zudem eine stärkere Antwort bei zur Fremdgruppe gehörenden Gesichtern als bei kulturell zur Eigengruppe zugeordneten Gesichtern. Dies ist der Fall, da die Amygdala vermutlich für neue Reize empfindlicher ist. Jedoch entsprachen diese Befunde nicht den tatsächlichen Wahlentscheidungen.

## Stabilität von ersten Eindrücken
Einmal gebildete erste Eindrücke tendieren dazu, stabil zu sein. Laut einem Review von Literatur zur Genauigkeit und zum Einfluss von ersten Eindrücken auf Beurteilungen, korrelieren die ersten Eindrücke der Bewerter stark mit späteren Bewertungen, jedoch ist unklar, warum dies genau der Fall ist. In einer Studie, die diese Stabilität untersuchte, sollten Teilnehmer Eindrücke nur anhand von Fotos bilden. Die Probanden beurteilten die auf den Fotos abgebildeten Personen nicht signifikant anders, nachdem sie einen Monat später mit der Person interagiert hatten. Ein möglicher Grund für diese Stabilität ist, dass erste Eindrücke als Anleitung für das folgende Vorgehen dienen, beispielsweise welche Fragen gestellt werden und wie Bewerter Beurteilungen angehen. Es ist noch weitere Forschung im Bereich der Stabilität von ersten Eindrücken notwendig, um vollkommen zu verstehen, wie erste Eindrücke die spätere Behandlung, selbsterfüllende Prophezeiungen und den Halo-Effekt bestimmen. Auch Beurteilungsraster können Eindrücke beeinflussen, beispielsweise wenn Fragen nur dichotome „Ja“ oder „Nein“ Antworten vorsehen oder wenn der Bewerter eine (Verhältnis-)Skala verwendet. Obwohl diese Studie mit der Absicht durchgeführt wurde, die Bewertungsmethoden in der medizinischen Ausbildung zu verbessern, war der Literaturreview breit genug, um zu verallgemeinern.
Der erste Eindruck kann spätere Wahrnehmungen überlagern und sich als Beurteilungsfehler auswirken.